# Karol Lwanga
Karol Lwanga, również: Karol Lwanga i Towarzysze (ur. 1860 lub 1865 w Bulimu w Bugandzie, zm. 3 czerwca 1886 w Namugongo) – afrykański wódz plemienia Nagweya, przełożony paziów króla Mwangi II (+1903), męczennik chrześcijański, święty Kościoła katolickiego i anglikańskiego.

## Męczeństwo
Śmierć poniósł w czasie prześladowania chrześcijan przez króla Mwangę. Został spalony na stosie za to, że odmówił wykonania czynu homoseksualnego razem z 13 towarzyszami (w tym z 14-letnim Kizito, którego Karol osobiście ochrzcił) w ten sam dzień Wniebowstąpienia Pańskiego i w tym samym miejscu.
Z rąk Mwangi wcześniej zginął m.in. św. James Hannington (+29 października 1885), biskup anglikański i misjonarz.
Jego wspomnienie liturgiczne w Kościele katolickim, ewangelickim i anglikańskim obchodzone jest w dies natalis (3 czerwca) w grupie 22 Męczenników z Ugandy, chociaż męczenników było znacznie więcej, zarówno wyznania katolickiego jak i anglikańskiego. W Irlandii męczennicy z Ugandy wspominani są 4 czerwca.
Beatyfikował ich Benedykt XV 6 czerwca 1920, wcześniej ogłaszając ich męczennikami (29 lutego tegoż roku).
Kanonizacji 22 męczenników dokonał Paweł VI 18 października 1964 roku w Rzymie.
W miejscu ich męczeństwa powstał pomnik, a dzień ich pamięci w Ugandzie jest dniem wolnym od pracy.

## Galeria

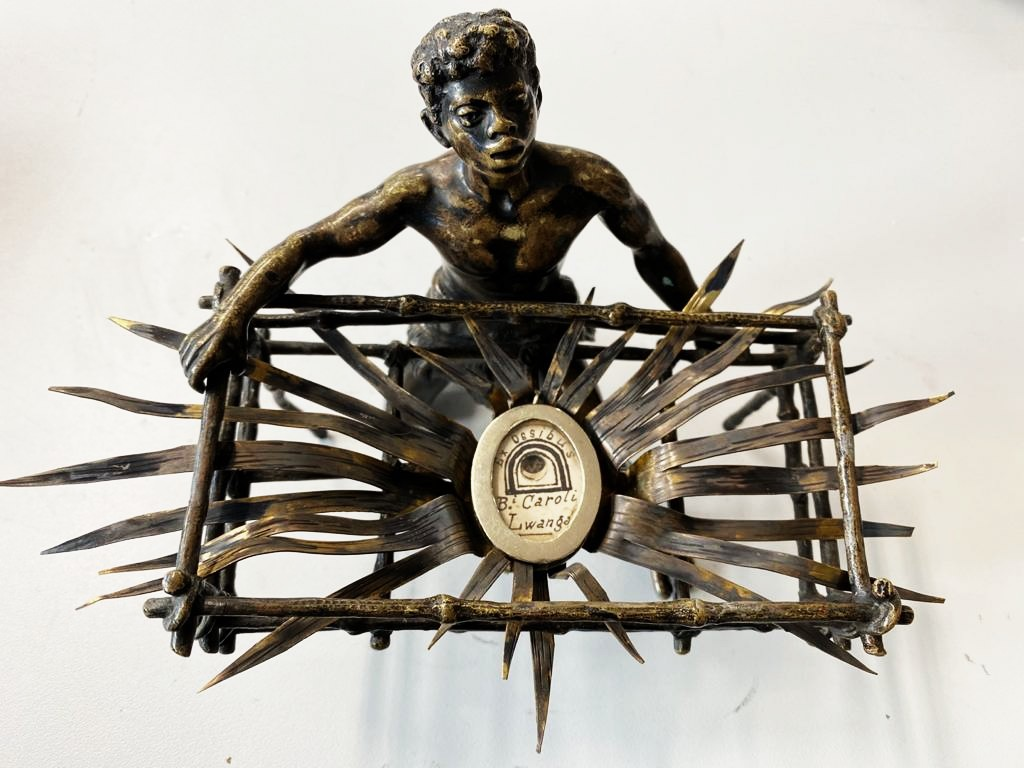
Relikwiarz z brązu z odłamkiem kości św. Karola Lwangi (własność prywatna)